# Peliala luxo
Peliala luxo är en fjärilsart som beskrevs av Druce. Peliala luxo ingår i släktet Peliala och familjen nattflyn. Inga underarter finns listade i Catalogue of Life.